# 御陵下町
御陵下町（ごりょうしたちょう）は、鹿児島県薩摩川内市の町。旧薩摩郡川内町御陵下町、川内市御陵下町。郵便番号は895-0061。人口は4,078人、世帯数は1,728世帯（2020年10月1日現在）。御陵下町の一部で住居表示を実施している。

## 地理
薩摩川内市の西部、川内川支流高城川下流域に位置している。字域の北方には高城町、南方には宮内町、大小路町、東方には国分寺町、西方には上川内町に接している。
字域の南部に国道3号が通り、それに沿って肥薩おれんじ鉄道が北西に通っており、字域内には上川内駅が所在している。南部には鹿児島県立川内高等学校、薩摩川内市立可愛小学校が所在する。南端に塩井川が西流している。

### 町名の由来
「御陵下町」という町名は可愛山陵が所在していることに由来している。

## 歴史
1940年（昭和15年）2月10日に鹿児島県公報に掲載され、同日に施行された「 薩摩郡川内町、町名改稱竝區域變更」（鹿児島県告示）により「同郡同町大字宮内ヲ廢止シ其ノ區域中（中略）字公佛、溝添、本城、東城、八牟田、宮下、磯牟田、城ノ後、中公佛、折宇都、古佛、八田、田神島、袴田、中原、前田、大園、日駒、兵庫原、粟ヶ迫、下原、入來原、山下原、上原、岩永迫、權現原、水洗、越ノ巣、風口、中田、字住連木ノ内（番地一覧略）　字城ノ前（番地一覧略）ノ區域ヲ御陵下町（ゴリヨウシタチヨウ）ト改稱」し、「同郡同町大字大小路ヲ廢止シ其ノ區域中字友尻ノ内（番地一覧略）ノ區域ヲ御陵下町ニ編入シ」が鹿児島県知事によって許可され、薩摩郡川内町大字宮内のうち字公佛、溝添、本城、東城、八牟田、宮下、磯牟田、城ノ後、中公佛、折宇都、古佛、八田、田神島、袴田、中原、前田、大園、日駒、兵庫原、粟ヶ迫、下原、入來原、山下原、上原、岩永迫、權現原、水洗、越ノ巣、風口、中田の全域及び字住連木の一部、大字大小路のうち字友尻の一部の区域を以て川内町の町「御陵下町」が設置された。翌日の2月11日には薩摩郡川内町が単独で市制施行し川内市となった。
1965年（昭和40年）4月1日に御陵下町の一部の区域において住居表示に関する法律に基づき街区方式による住居表示が実施された。
2004年（平成16年）10月12日に川内市、東郷町、入来町、祁答院町、樋脇町、下甑村、上甑村、鹿島村、里村が新設合併し薩摩川内市が設置された。この市町村合併に伴い設置された法定合併協議会において川内市の町・字については「現行通りとする。」と協定されたため、名称の変更は行われずに薩摩川内市の町となった。

### 字域の変遷
| 変更後           | 変更年             | 変更前             |
| ---------------- | ------------------ | ------------------ |
| 御陵下町（新設） | 1940年（昭和15年） | 大字大小路（一部） |
| 御陵下町（新設） | 1940年（昭和15年） | 大字宮内（一部）   |

## 人口
以下の表は国勢調査による小地域集計が開始された1995年以降の人口の推移である。
| 年                 | 人口  |
| ------------------ | ----- |
| 1995年（平成7年）  | 4,667 |
| 2000年（平成12年） | 4,615 |
| 2005年（平成17年） | 4,372 |
| 2010年（平成22年） | 4,457 |
| 2015年（平成27年） | 4,319 |
| 2020年（令和2年）  | 4,078 |

## 文化財

### 県指定
- 天辰寺前古墳出土品（有形文化財（考古資料））[19]

## 施設

### 公共
- 可愛地区コミュニティセンター[20]
- 御陵下公園[21]
  - 運動場会館
  - テニスコート
  - 野球場

### 教育
- 鹿児島県立川内高等学校[22]
- 薩摩川内市立可愛小学校[23]
1951年（昭和26年）に川内市立亀山小学校（当時）より分割され設置された[24]。
- みくに幼稚園[25]
- 川内すわこども園[26]

### 郵便局
- 上川内郵便局[27]

### 寺社
- 真教寺

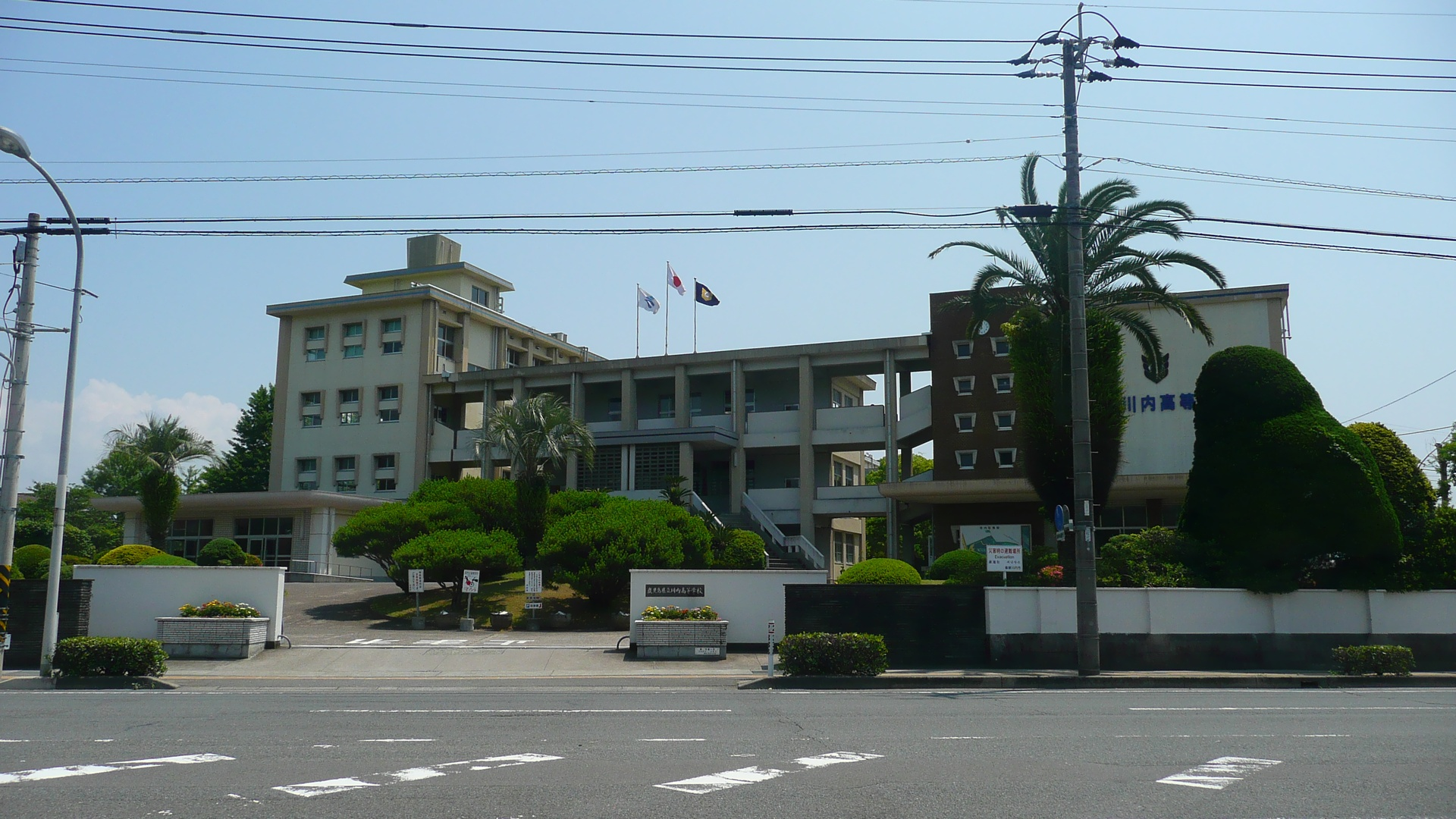
鹿児島県立川内高等学校
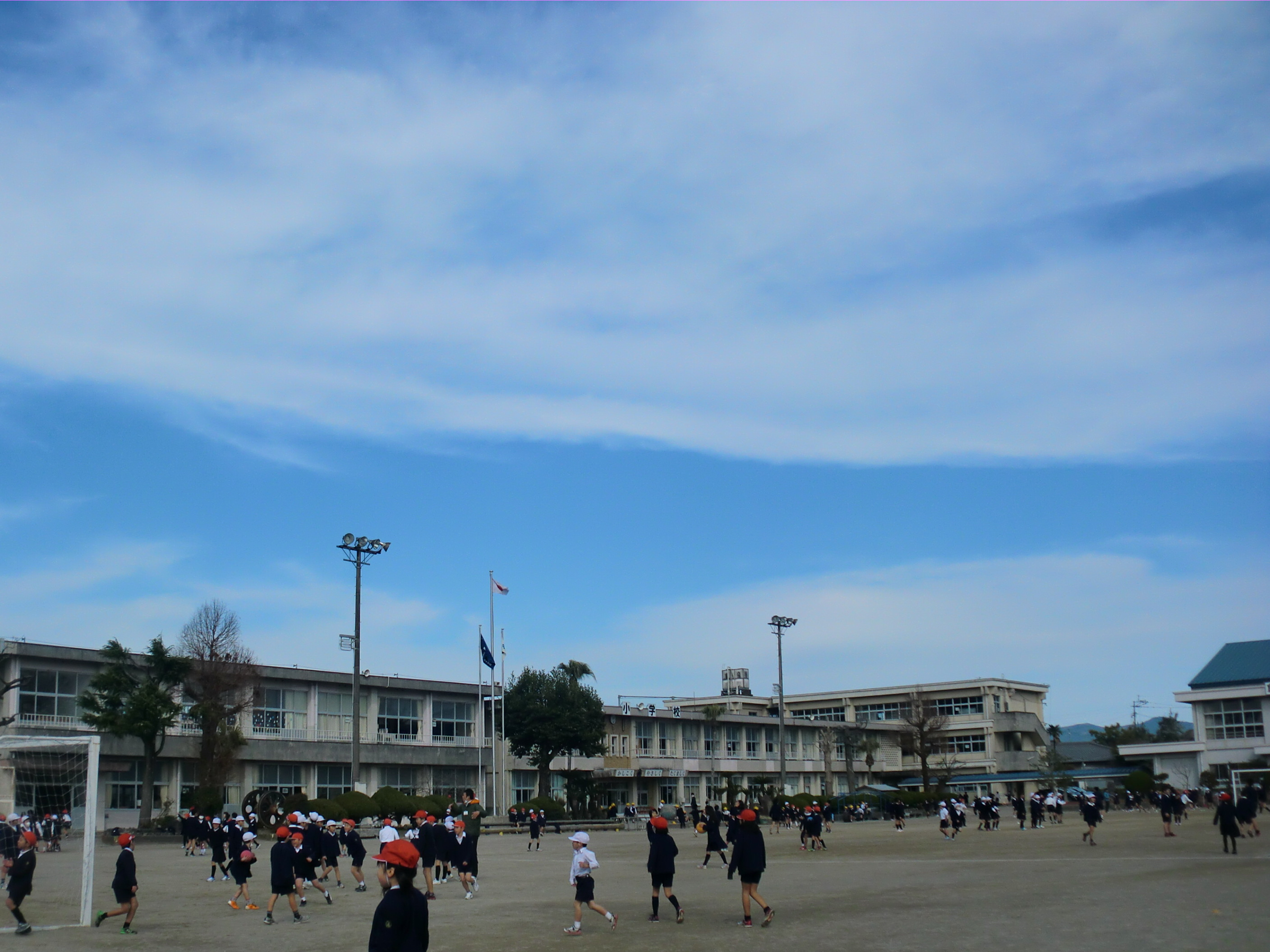
薩摩川内市立可愛小学校
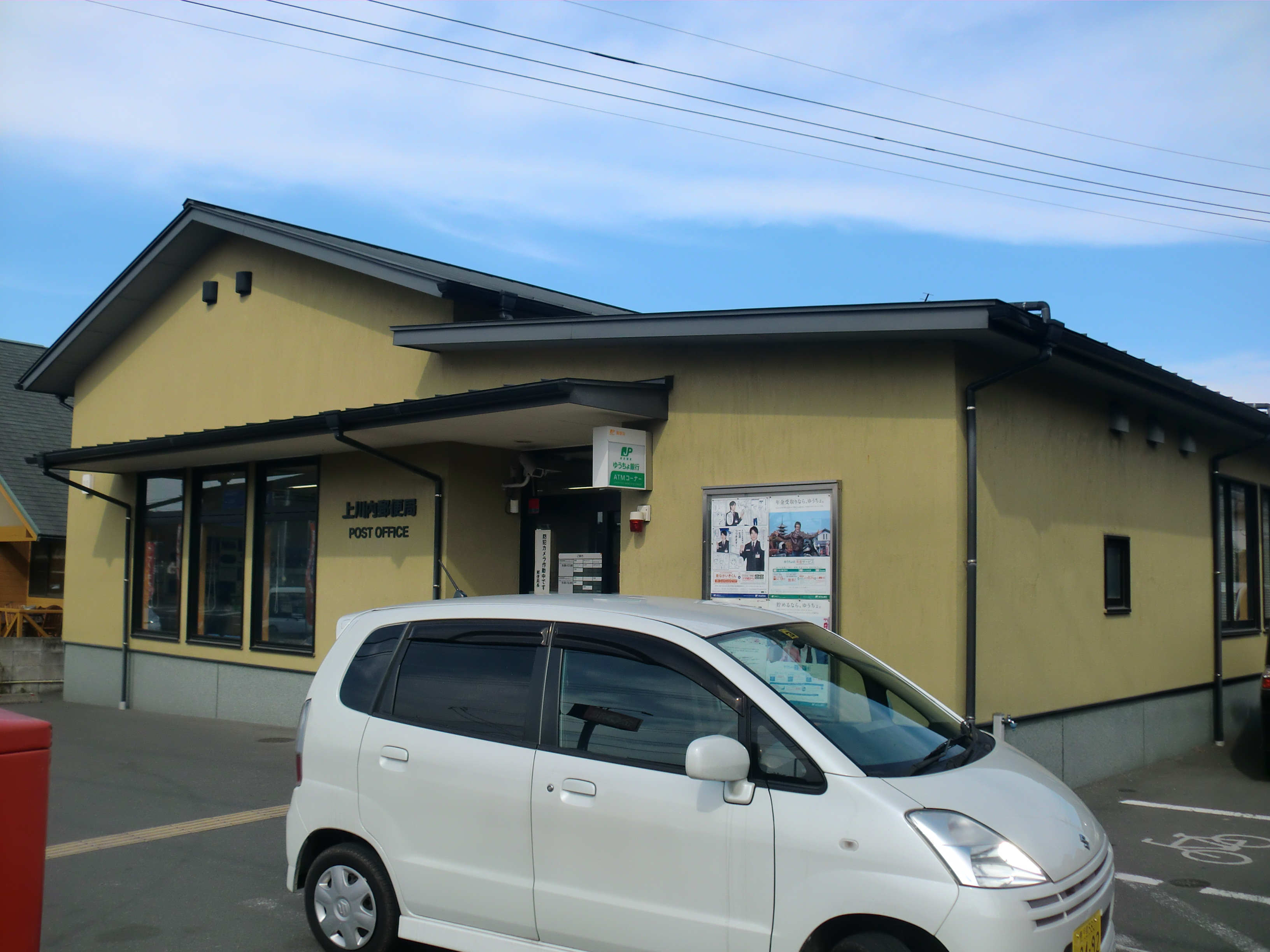
上川内郵便局

## 小・中学校の学区
市立小・中学校の学区（校区）は以下の通りである。
| 町丁     | 番地 | 小学校                 | 中学校                   |
| -------- | ---- | ---------------------- | ------------------------ |
| 御陵下町 | 全域 | 薩摩川内市立可愛小学校 | 薩摩川内市立川内北中学校 |

## 交通

### 道路
一般国道
- 国道3号

一般県道
- 鹿児島県道341号吉川川内線
- 鹿児島県道342号上川内停車場線

### 鉄道
肥薩おれんじ鉄道
- 上川内駅

## 出身人物
- 安岡正臣（大日本帝国陸軍軍人）[29]